# Museo Scanderbeg
Il Museo nazionale albanese dedicato a Giorgio Castriota Scanderbeg (in albanese: Muzeu Kombëtar Gjergj Kastrioti Skënderbeu), è situato a Croia, allestito all'interno del suo celebre castello e del bazar attiguo restaurato.
La cittadella storica, attaccata dalle truppe ottomane tre volte (nel 1450, 1466 e 1467) comprende anche una casa ristrutturata dell'epoca ottomana, che è ora sede del museo etnografico.
L'edificio mmuseale è stato progettato da Pirro Vaso e Pranvera Hoxha.

## Mostre
Il museo contiene oggetti che risalgono al periodo di Skanderbeg. Le mostre sono state organizzate in modo da raccontare la sua vita e le gesta militari.
Dipinti, armature e reperti risalenti al suo tempo (e di altre epoche per arricchire l'offerta del museo) sono stati esposti per mostrare uno dei periodi più gloriosi della storia albanese.  Di particolare importanza è la replica del famoso elmo sormontato da una testa di capra, il cui originale è in mostra al Kunsthistorisches Museum di Vienna.